# Intersindical Nacional Galega
La Intersindical Nacional Galega (Intersindical Nacional Gallega, ING) fue un sindicato nacionalista gallego formado en marzo de 1977 de la unión del Sindicato Obreiro Galego, UTEG, UTSG, UTBG y el SGTM.
Francisco García Montes fue su secretario general. Celebró su primer Congreso en octubre de 1977. En las primeras elecciones sindicales de 1978 la ING se convirtió en el tercer sindicato de Galicia con 722 delegados (13,5%). En septiembre de 1980 se fusionó con la Central de Traballadores Galegos para denominarse, a partir de 1981, Intersindical Nacional dos Traballadores Galegos (INTG). En las elecciones sindicales de 1980 aumentó su representación hasta 1.679 delegados (17,5%).
- Datos: Q3297933
- Multimedia: Intersindical Nacional Galega / Q3297933